# Alice Castello
Alice Castello – miejscowość i gmina we Włoszech, w regionie Piemont, w prowincji Vercelli.
Według danych na rok 2004 gminę zamieszkiwały 2603 osoby, 108,5 os./km².